# 250
| [ Edytuj tabelę ] |                      |
| Władca Korei      | - 248 Chungch’ŏn 270 |
| Papież            | - 236 Fabian 250     |
| Król Persji       | - 241 Szapur I 272   |
| Cesarz Rzymu      | - 249 Decjusz 251    |

Rok 250 / CCL
stulecia: II wiek ~
III wiek ~
IV wiek

lata: 240 «
245 «
246 «
247 «
248 «
249 «
250
» 251
» 252
» 253
» 254
» 255
» 260

## Wydarzenia
Azja
- Osłabienie państwa Kuszanów w północno-zachodnich Indiach.

Cesarstwo rzymskie
- Diofantos napisał dzieło matematyczne „Arytmetyka” (data przybliżona).
- Frankowie pojawili się nad Renem.
- Gwałtowna deprecjacja rzymskiego pieniądza wywołała zjawisko hiperinflacji (data sporna lub przybliżona).
- Nasilenie prześladowań chrześcijan przez cesarza Decjusza.
- Uzurpacja Licinianusa w Rzymie pod nieobecność cesarza Decjusza, stłumiona po kilkunastu dniach.

Mezoameryka
- Przebudowa majańskiego miasta Tikál przez nową dynastię (data sporna lub przybliżona).

## Urodzili się
- 31 marca – Konstancjusz I Chlorus, cesarz rzymski (zm. 306).
- Aleksander z Aleksandrii, biskup (zm. 326).
- Awtel, chrześcijański mnich (zm. 327).
- Galeriusz, cesarz rzymski (zm. 311).
- Karynus, cesarz rzymski (zm. 285).
- Maksymian, cesarz rzymski (zm. 310).

## Zmarli
- 20 stycznia – Fabian, papież.
- Licinianus, rzymski uzurpator.
- Merkury z Cezarei, rzymski żołnierz, męczennik chrześcijański.
- Pioniusz, prezbiter i męczennik chrześcijański.
- Tryfon, męczennik chrześcijański.